# 횡축 메르카토르 도법

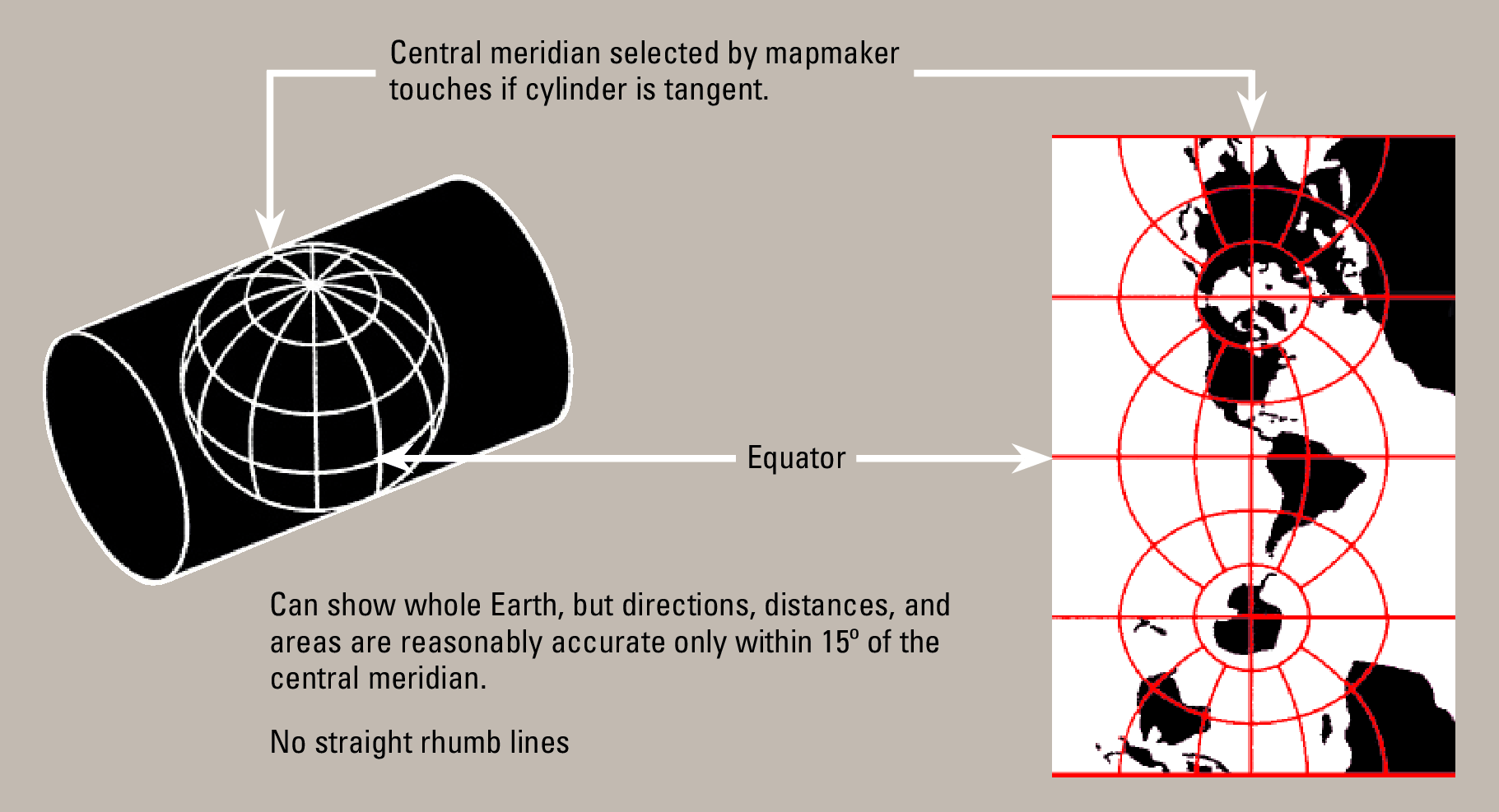
횡축 메르카토르도법

횡축 메르카토르도법(橫軸-圖法, transverse Mercator projection)은 적도 대신 지구본을 옆으로 뉘어서 투영하는 메르카토르 도법이다. 그러나 실제로 지구는 타원체이기 때문에 여러 버전이 있다.

## 구에서의 도법
구에서의 도법은 요한 람베르트가 1772년 개발하였다.

### 공식
대상 지점의 경도를 {\displaystyle \lambda }, 대상 지점의 위도를 {\displaystyle \phi }, 기준 경선의 경도를 {\displaystyle \lambda _{0}}라 하면 다음과 같이 쓸 수 있다.
{\displaystyle x={\frac {1}{2}}\log {\frac {1+\cos {\phi }\sin({\lambda -\lambda _{0}})}{1-\cos {\phi }\sin({\lambda -\lambda _{0}})}},y=\mathrm {atan2} (\sin \phi ,\cos \phi \cos(\lambda -\lambda _{0}))}

## 회전 타원체의 도법
회전 타원체에서의 도법은 여러 종류가 있다. 처음에 카를 프리드리히 가우스는 구에서의 도법을 이용하여 회전 타원체를 등각사상으로 구에 옮긴 다음 구에서의 도법을 이용하는 이중 투영법을 개발했다. 크뤼거는 이것을 개량하여 회전 타원체에서 중앙경선을 따라서 지도의 축척이 정확한 새로운 횡축 메르카토르 도법을 개발하여 오늘날 이것이 널리 쓰이고 있다. 중앙경선을 중심으로 하는 좁은 경도대에서는 축척의 증가가 매우 작기 때문에 정각성이 뛰어난 대축척지도에 유용하게 쓰인다. 대한민국에서 사용되는 1:50,000 지도와 UTM 좌표계는 이 크뤼거의 횡축 메르카토르 도법을 이용해서 제작되었다.

## 같이 보기
- 사축 메르카토르 도법